# Raffinerie de Lavan
La raffinerie de Lavan (en persan : پالایشگاه نفت لاوان) est située sur l'île de Lavan, dans le Golfe persique. L'île est rattachée à la province de Hormozgan.
La raffinerie est alimentée en pétrole brut provenant des champs de gaz de Salman, Rashadat, Bilal, Resalat, un champ situé sous l'île de Lavan elle-même ainsi que de South Pars.

## Production
La production est présentée par la NIORDC, responsable de son exploitation, comme atteignant 35 000 barils par jour.